# Мэй Бритт
Май Бритт (наст. имя Мэйбритт Уилкенс; род. 22 марта 1934) — шведская актриса, в 1950-х годах работала в Италии и позже в Соединенных Штатах. Покинула кинематограф после того, как вышла замуж за чернокожего артиста Сэмми Дэвиса-младшего в 1960 году.

## Карьера

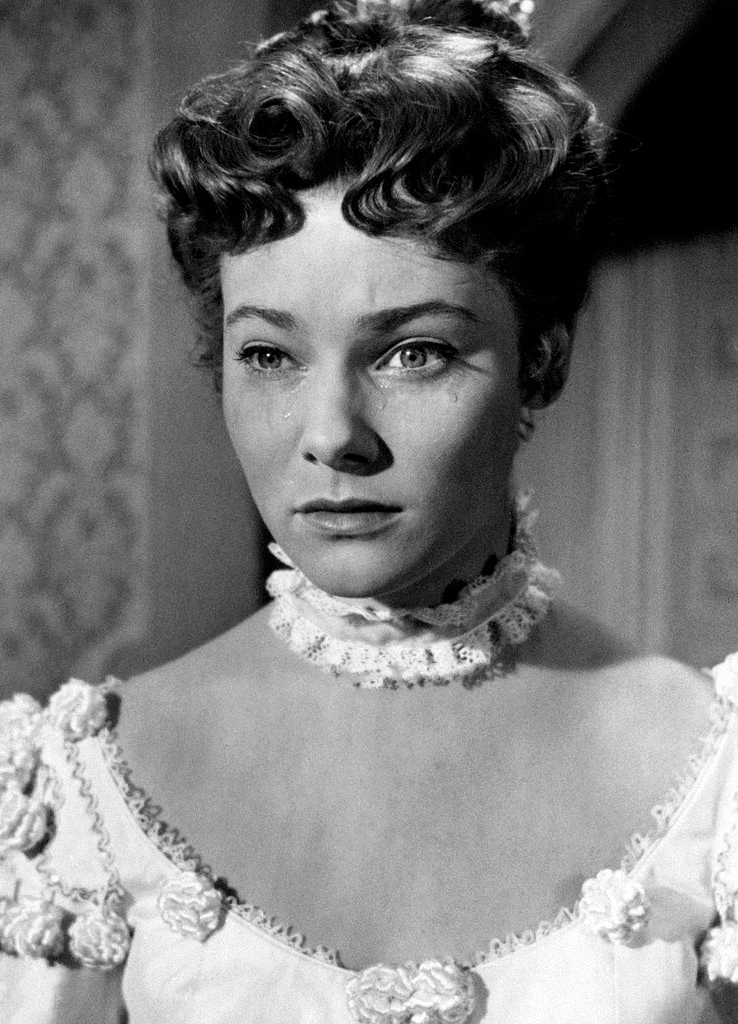
Мэй Бритт в фильме Сельская честь

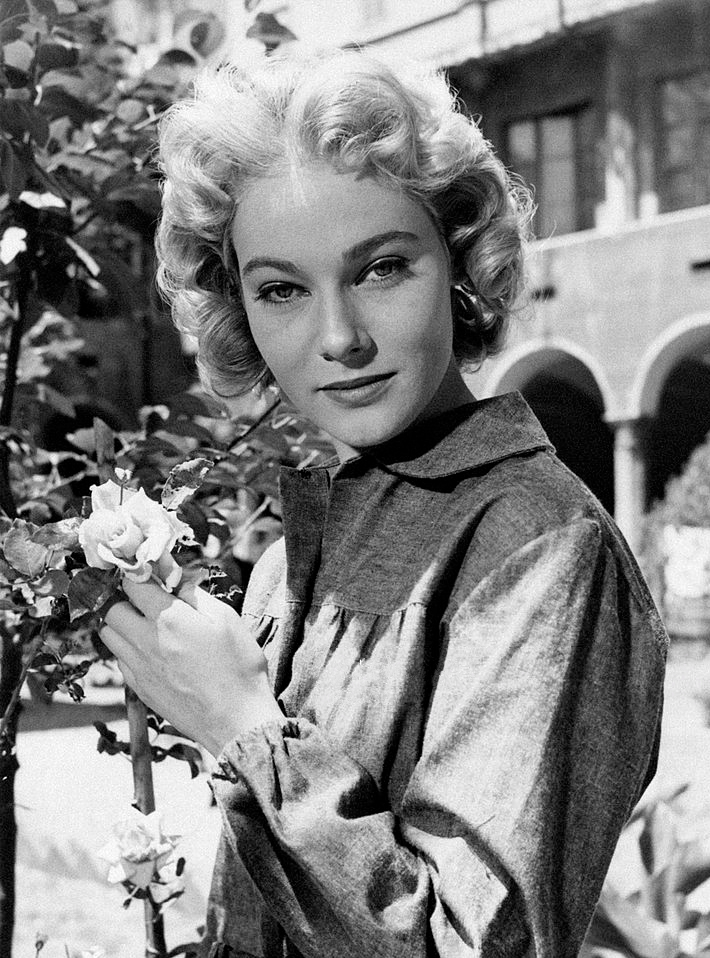
Мэй Бритт в фильме Последние любовники

Мэйбритт Вилкенс открыли для экрана итальянские кинематографисты Карло Понти и Марио Сольдати в 1951 году, когда она была ещё подростком. В то время она работала помощником фотографа в Стокгольме. Понти и Сольдати искали в Швеции юную блондинку на главную роль в фильм Иоланда, дочь Чёрного Корсара (1952). Они пришли в студию, где она работала, для просмотра фотографий моделей и после встречи с Мэйбритт предложили роль ей. Май Бритт, уже под новым сценическим именем, переехала в Рим, где и состоялся её дебют в роли Иоладна. В последующие годы она снялась в порядка десяти картинах на студии Чинечитта, а также появилась в эпической экранизации Толстого «Война и мир» 1956 года в роли Сони Ростовой.
В конце 1950-х годов Бритт перебралась в Голливуд после подписания контракта со студией 20th Century Fox. Там она снялась в нескольких фильмах, в том числе Молодые львы (1958) с Марлоном Брандо и Монтгомери Клифтом и  Murder, Inc. (1960) с Питером Фальком, а также в раскритикованном ремейке Голубой Ангел (1959), где пыталась посостязаться с легендарной Марлен Дитрих, исполнившей роль Лолы-Лолы в оригинальной картине 1930 года.

## Брак и уход из кино
Мэй Бритт встретила чернокожего эстрадного артиста и певца Сэмми Дэвиса-младшего в 1959 году. Они стали встречаться и, после короткой помолвки, поженились 13 ноября 1960 года. Их свадьба вызвала пересуды. Ходили слухи, что братья Джон и Роберт Кеннеди просили Фрэнка Синатру убедить Дэвиса не жениться на Бритт до президентских выборов 1960 года. В то время межрасовые браки были запрещены законом в 31 штате США, и стали возможны на всей территории страны только в 1967 году, после признания Верховным Судом США подобных ограничений неконституционными. Перед свадьбой Бритт перешла в иудаизм. Свадебную церемонию провёл раввин Уильям Крамер.
После замужества Бритт ушла из кино. У них с Дэвисом родилась дочь Трейси (род. 5 июля 1961 года, ум. 2 ноября 2020 года), и двоих мальчиков они усыновили: Марка Сидни Дэвиса (род. 1960, усыновлён 4 июня 1963) и Джеффа (род. 1963). Пара развелась в 1968 году после того, как Дэвис, по слухам, закрутил роман с танцовщицей Лолой Фалана. После развода Бритт вновь стала спорадически появляться на ТВ в качестве гостя, последний раз в 1988 году. С тех пор она находится на пенсии и в основном занимается живописью. В настоящее время проживает в Калифорнии. Ее третий муж Леннарт Рингквист умер в 2017 году.

## В популярной культуре
В биографическом мини-сериале Синатра (1992) роль Мэй Бритт исполнила актриса Рена Риффель.
Меган Доддс появилась роль Мэй Бритт в телефильме 1998 года Крысиная стая, роль Сэмми Дэвиса-младшего сыграл Дон Чидл. В фильме показана история их брака.

## Избранная фильмография
| Год  | Название                      | Роль               | Примечания                                                           |
| ---- | ----------------------------- | ------------------ | -------------------------------------------------------------------- |
| 1952 | Иоланда, дочь Чёрного Корсара | Иоланда            | Альтернативное название: Jolanda la figlia del corsaro nero (Италия) |
| 1953 | Сельская честь                | Сантуццу           | Альтернативное название: Роковое желание (США)                       |
| 1954 | Vergine moderna               | Клаудия Барди      | Альтернативное название: Современная девственница                    |
| 1955 | Последние любовники           | Мария              |                                                                      |
| 1955 | Откровение                    | Надя Ульянова      |                                                                      |
| 1956 | Война и мир                   | Соня Ростова       |                                                                      |
| 1958 | Молодые львы                  | Гретхен Харденберг |                                                                      |
| 1958 | Охотники                      | Кристина Эббот     |                                                                      |
| 1959 | Голубой Ангел                 | Лола-Лола          |                                                                      |
| 1960 | Murder, Inc.                  | Иди Коллинз        |                                                                      |
| 1977 | Haunts                        | Ингрид             | Альтернативное название: Покрывало                                   |

| Год  | Название               | Роль       | Примечания |
| ---- | ---------------------- | ---------- | ---------- |
| 1968 | Час Дэнни Томаса       | Анна       | 1 эпизод   |
| 1969 | Миссия невыполнима     | Ева Голлан | 1 эпизод   |
| 1971 | Самая смертельная игра | Лили       | 1 эпизод   |
| 1971 | Партнеры               |            | 1 эпизод   |
| 1988 | Зонд                   | Хельга     | 1 эпизод   |